# Elena Kats-Chernin
Elena Kats-Chernin, född den 4 november 1957 är en australisk kompositör. 
Elena Kats-Chernin föddes i Tasjkent, nu huvudstaden i det oberoende Uzbekistan, men då en del av Sovjetunionen. Hon emigrerade till Australien 1975. 

## Europa
Kats-Chernin studerade komposition för Richard Toop och senare för Helmut Lachenmann i Tyskland. När hon fortfarande var bosatt i Europa komponerade hon för teater och balett, bland annat för teatrar i Berlin, Wien, Hamburg och Bochum. År 1993 skrev hon Clocks för Ensemble Modern. Det har sedan spelats runt om i världen.

## Australien
Efter återvändandet till Australien 1994 har Kats-Chernin skrivit fyra operor; Iphis (1997, Sydney), Matricide, the Musical (1998, Melbourne), Mr Barbeque (2002, Lismore), Rage of Life (2010, Antwerpen), två pianokonserter och beställningsverk för många artister och ensembler, bland annat The Song Company, Sydney Alpha Ensemble, Evelyn Glennie, Bang on a Can All-Stars, Chamber Made Opera, Australian Chamber Orchestra och Sydney Symphony. Hon fick även i uppdrag att skriva ett verk, Page Turn, för Sydney International Piano Competition år 2000. Hennes musik fanns representerad både vid invigningen av Olympiska sommarspelen 2000 i Sydney, och vid invigningen av Rugby World Cup 2003. 
Hon har också skrivit musik till tre stumfilmer för en samproduktion mellan tyska och franska TV-kanalerna ZDF / Arte: Victor Sjöströms Körkarlen, Billy Wilder och Robert Siodmaks People on Sunday, och G.W. Pabsts Crisis. 
Av övriga verk av Kats-Chernin kan nämnas Charleston Noir för solopiano, Rockhampton Garden Symphonies med Mark Svendsen för solosång, blandad kör och orkester, och Wild Swans, ett samarbete med koreografen Meryl Tankard. Hon har vunnit otaliga kompositionspriser i Australien. Hennes kompositioner sänds regelbundet på ABC Classic FM. 
Kats-Chernins musik finns på ett flertal inspelningar. Bland annat kan nämnas Chamber of Horrors, som släpptes i augusti 2006 av Tall Poppies Records. Chamber of Horrors omfattar Charleston Noir för fyra basar, Chamber of Horrors för harpa (1995), Still Life för viola och piano (2001), Gypsy Ramble för viola, cello och piano (1996), Wild Rice för cello (1996), och Velvet Revolution för horn, violin och piano (1999). 
Kats-Chernins Eliza Aria från hennes musik till baletten Wild Swans (ABC Classics) används i Lloyds TV-reklam (TSB 2007). I slutet av 2007 användes Eliza Aria i "The Journey Continues" av Mark Brown med Sarah Cracknell. I maj 2007 kan Eliza Aria även höras på hennes officiella MySpace sida. 
Kats-Chernin har också skrivit ett antal ragtime-stycken för piano. Ett av dessa, Russian Rag, finns i två olika arrangemang för instrumentalensemble, dels som tema för Phillip Adams aktualitetsprogram, Late Night Live, dels som New York-tema i Adam Elliots långfilm, Mary och Max.
I Sverige har Kats-Chernins musik också uppförts. Hennes Torque accordeon för klassiskt dragspel ingår i Svenska Kammarorkesterns i Örebro vårprogram år 2011.
Kats-Chernin är representerad kompositör vid Australian Music Centre.